# کیم گیو-ری (بازیگر، زاده اوت ۱۹۷۹)
کیم گیو-ری (کره‌ای: 김규리، انگلیسی: Kim Gyu-ri؛ زادهٔ کیم مین-سون کره‌ای: 김민선؛ ۱۶ اوت ۱۹۷۹) بازیگر اهل کره جنوبی است. او بیشتر به خاطر فیلم پرترهٔ یک زیبا شناخته شده‌است. از فیلم‌ها یا سریال‌هایی که وی در آن‌ها ایفای نقش کرده‌است می‌توان به پنج حس اروس و بازمانده برگزیده: ۶۰ روز اشاره کرد.